# Happiness Shower
『Happiness Shower』（ハピネス シャワー）は、2015年10月3日から青森放送ラジオで放送されている情報番組である。
パーソナリティは青森放送アナウンサーの吉﨑ちひろ。週末をより楽しく過ごすために、土曜・日曜に青森県内で開催されるイベント情報と、毎月一つのテーマを決めてそれにまつわる話題を紹介している。

## 放送時間
いずれも日本標準時。
- 土曜 8:30 - 8:45 （2015年10月3日 - 2016年3月26日）
- 土曜 8:15 - 8:30 （2016年4月2日 - ）

| 青森放送ラジオ 土曜8:30枠                              | 青森放送ラジオ 土曜8:30枠                          | 青森放送ラジオ 土曜8:30枠            |
| 前番組                                                 | 番組名                                             | 次番組                               |
| ------------------------------------------------------ | -------------------------------------------------- | ------------------------------------ |
| 一家らん♪らん♪ （2014年9月13日 - 2015年9月26日）       | Happiness Shower （2015年10月3日 - 2016年3月26日） | 青函トンネル物語 （2016年4月2日 - ） |
| 青森放送ラジオ 土曜8:15枠                              |                                                    |                                      |
| 今日いち!はつらつ道場 （2016年1月2日 - 2016年3月26日） | Happiness Shower （2016年4月2日 - ）               | -                                    |